# Marc Johnson (bassist)
 Der er flere personer med dette navn, se Marc Johnson.
Marc Johnson (21. oktober 1953 i Omaha, Nebraska, USA) er en amerikansk jazzkontrabassist.
Johnson har bl.a. spillet med Bill Evans, John Abercrombie, Peter Erskine, Michael Brecker og John Scofield.
Han havde gruppen Bass Desires, og sammen lavede de to betydningsfulde jazz-plader Bass Desires (1985) og Second Sight (1987).
Johnsson har endvidere medvirket på Søren Bebe Trios album EVA fra 2012. 